# Hanna-Barbera Superstars 10
Hanna-Barbera Superstars 10 este numele unei serii colective a zece filme de televiziune animate produse de Hanna-Barbera pentru sindicare ca parte a programului The Funtastic World of Hanna-Barbera, din 1987 până în 1988. Acestea au în distribuție personaje celebre din serialele studioului printre care Ursul Yogi, Familia Flinstone, Scooby-Doo, Huckleberry Hound, Familia Jetson și Super motanul, făcând parte în aventuri de lung metraj.
Aceste filme au fost difuzate și în România pe Cartoon Network și Boomerang, majoritatea fiind dublate în limba română.

## Lista filmelor

### 1987
| Difuzare originală | Titlu                                                | Titlu român                          |
| ------------------ | ---------------------------------------------------- | ------------------------------------ |
| 14 septembrie 1987 | Yogi's Great Escape                                  | Evadarea lui Yogi                    |
| octombrie 1987     | The Jetsons Meet the Flintstones                     | Familiile Jetson și Flintstone       |
| 1 noiembrie 1987   | Scooby-Doo Meets the Boo Brothers                    | Scooby-Doo îi cunoaște pe frații Boo |
| 26 septembrie 1987 | Yogi Bear and the Magical Flight of the Spruce Goose | [ 1 ]                                |

### 1988
| Difuzare originală | Titlu                                    | Titlu român                          |
| ------------------ | ---------------------------------------- | ------------------------------------ |
| ianuarie 1988      | Top Cat and the Beverly Hills Cats       | Top Cat și motanii din Beverly Hills |
| 15 ianuarie 1988   | Rockin' with Judy Jetson                 | Rockin' Roll cu Judy Jetson          |
| 6 aprilie 1988     | The Good, the Bad, and Huckleberry Hound | Bunul, răul și câinele Huckleberry   |
| iulie 1988         | Scooby-Doo and the Ghoul School          | Scooby-Doo și Școala de Vampiri      |
| 14 septembrie 1988 | Scooby-Doo and the Reluctant Werewolf    | Scooby-Doo și Vârcolacii Potrivnici  |
| 21 noiembrie 1988  | Yogi and the Invasion of the Space Bears | [ 1 ]                                |

## Vezi și
- Lista de producții Hanna-Barbera